# 什利諾湖
57°40′00″N 33°23′00″E / 57.66667°N 33.38333°E
什利諾湖（俄语：Шлино），是俄羅斯的湖泊，位於該國西北部，由諾夫哥羅德州負責管轄，面積34平方公里，海拔高度199米，集水區面積752平方公里，最大水深4.3米。